# Two Crude Dudes
Two Crude Dudes, noto anche come  Two Crude e come Crude Buster (クルード バスター?, Kurūdo Basutā) in Giappone, è un videogioco arcade del genere picchiaduro a scorrimento sviluppato da Data East. Il titolo ha ricevuto una conversione per Sega Mega Drive.